# Suomu
Suomu – ośrodek narciarski w gminie Kemijärvi, w prowincji Laponia, w północnej Finlandii. Najbliżej położonym miastem jest oddalone o 42 km Kemijärvi, które jest jednocześnie najbardziej na północ wysuniętym miastem w Finlandii. Leży za kołem podbiegunowym. Ośrodek został otworzony w 1965 r. Często organizowane są tu zawody Pucharu Świata w narciarstwie dowolnym. 
Znajduje się tutaj snowpark oraz 13 tras obsługiwanych przez 5 wyciągów.

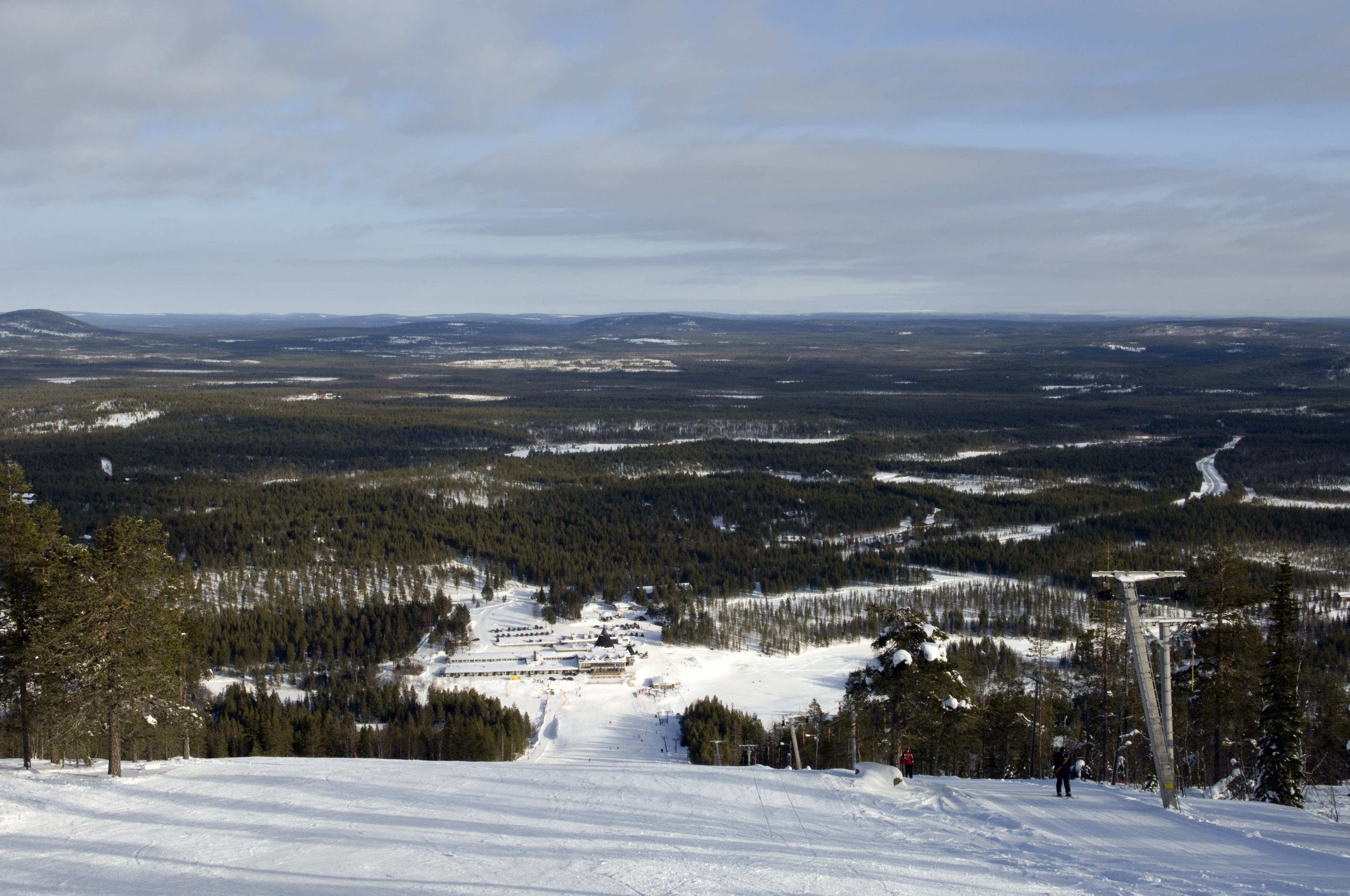
Widok ze szczytu Suomutunturi